# Baronov mlajši brat
Baronov mlajši brat je sodoben mladinski roman, ki ga je napisal Vitan Mal. Izšel je leta 1985 pri Prešernovi družbi v Ljubljani. Ilustriral ga je pisatelj sam.

## Vsebina
V knjigi spremljamo življenje bratov, mlajšega Tadeja in starejšega Andreja, ki mu pravijo Baron.
Glavni literarni lik je Tadej, ki je v zgodbi pozitiven lik, zaradi napetega pripovedovanja ga bralec hitro vzljubi.
Stranski literarni liki so: Baron, Tadejeva starša, profesorica Plevnička, Jana in Baronovi prijatelji (Miha, Klemen, Bob...)

## Analiza romana
Iz obravnavanega dela lahko ugotovimo nekatere značilnosti slovenske mladinske proze. Besedilo je členjeno na poglavja to pa je ena od lastnosti mladinskih del, saj mladi bralci lažje sledijo zgodbi. Delo, v katerem nastopajo mlajši mladostniki ima sintetično, torej preprostejšo zgradbo. V obravnavanem delu je tudi nekaj vzgojnosti, saj poskuša vplivati na vedenje mladih bralcev s tem pa se nadaljuje tradicija, ki se je začela že ob samem nastanku mladinske književnosti na Slovenskem.